# István Miklósy

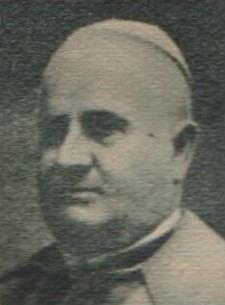
István Miklósy

István Miklósy (* 22. August 1857 in Rákócz, Kaisertum Österreich; † 30. Oktober 1937 in Hajdúdorog, Ungarn) war ein ungarischer Geistlicher und der erste Bischof des griechisch-katholischen Bistums Hajdúdorog.

## Leben
István Miklósy empfing am 17. April 1884 im Alter von 26 Jahren die Priesterweihe. Die Ernennung zum Bischof des griechisch-katholischen Bistums Hajdúdorog erfolgte am 23. Juni 1913 im Alter von 55 Jahren. Die Bischofsweihe spendete ihm der Bischof von Križevci, Julije Drohobeczky, am 5. Oktober 1913; Mitkonsekratoren waren Augustín Fischer-Colbrie, Bischof von Košice, und József Lányi de Késmark, Bischof von Knin. Miklósy war der erste griechisch-katholische Bischof des Bistums Hajdúdorog.
Insgesamt war István Miklósy 53 Jahre lang als Priester tätig, davon 24 Jahre lang als Bischof.
Am 30. Oktober 1937 starb István Miklósy im Alter von 80 Jahren im Bistum Hajdúdorog.